# Van Dale Groot woordenboek van de Nederlandse taal

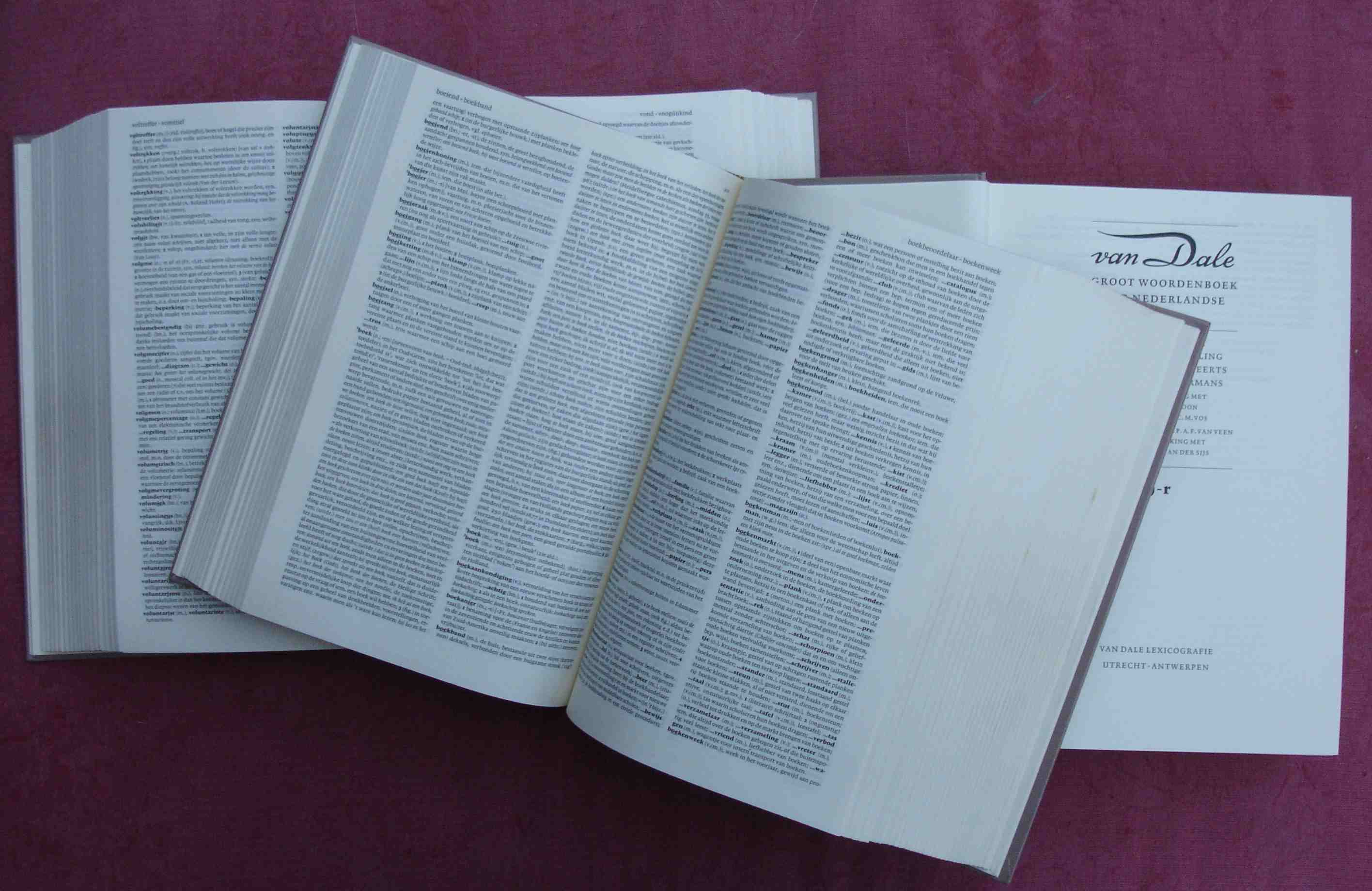
Van Dale Groot woordenboek van de Nederlandse taal

Het Van Dale Groot woordenboek van de Nederlandse taal, dat ook bekendstaat als de Grote Van Dale, de Dikke Van Dale of kortweg de Van Dale, is het bekendste verklarende woordenboek van het Nederlands. Het is een uitgave van Van Dale Uitgevers. De recentste uitgave in druk, de zestiende, is in 2022 verschenen en bestaat uit drie delen. De Van Dale is ook als online abonnement beschikbaar via de website van de uitgever.

## Geschiedenis

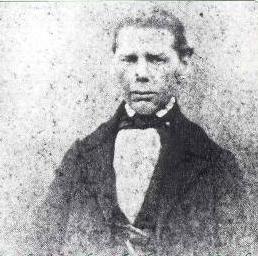
Johan Hendrik van Dale

De Van Dale is genoemd naar Johan Hendrik van Dale, die het Nieuw woordenboek der Nederlandsche taal van I.M. Calisch en N.S. Calisch uit 1864 bewerkte tot zijn eigen woordenboek. Hij paste onder andere de spelling toe van De Vries en Te Winkel, die in 1863 de basis hebben gelegd voor de huidige Nederlandse spelling. Van Dale overleed aan de pokken op 19 mei 1872 toen de eerste afleveringen van het woordenboek verschenen waren. De uitgave werd in 1874 voltooid door zijn leerling Jan Manhave.
De eerste uitgave van Van Dale was door de samenstellers gebaseerd op het Nederlands-Franse deel van het Nieuw Fransch-Nederduitsch en Nederduitsch-Fransch Woordenboek van S.J.M. van Moock, dat tussen 1843 en 1846 was verschenen.
De drukken van de eerste twee uitgaven hadden een omvang van zo'n 1400 pagina's; de derde uitgave van 1884 was sterk uitgebreid en had een druk van 1756 pagina's. Dit woordenboek was vaak verreweg het dikste boek dat de gemiddelde Nederlandstalige op de boekenplank had staan, en er wordt dan ook vaak gesproken van de Dikke Van Dale. In 1970 bestond de uitgave uit twee banden, die elk niet zo dik waren.  De omvang van het woordenboek is sindsdien uitgedijd: de zestiende uitgave van 2022 omvat ruim 5200 bladzijden in drie banden.

## Inhoud
De huidige Van Dale beschrijft naar eigen zeggen "het hedendaagse Nederlands, met een terugblik op de voorbije 150 jaar". Om die reden vermeldt het woordenboek ook woorden en uitdrukkingen die inmiddels verouderd zijn. De betekenissen van de woorden staan in chronologische volgorde. De betekenis die als eerste vermeld staat, is dus de oudste, niet de belangrijkste. In het voorwoord bij de tiende uitgave uit 1976 schreef de toenmalige hoofdredacteur, C. Kruyskamp, het volgende over de autoriteit van Van Dale: "De gebruiker moet zelf zijn standpunt bepalen, en zijn uitgangspunt moet daarbij niet zijn: het staat in Van Dale, dús het is zo, want het omgekeerde is veeleer het geval: omdat het zo is (naar het beste weten van de bewerkers) staat het (zo) in Van Dale."
In het derde deel van het woordenboek stond tot en met de veertiende druk een lijst van gevleugelde woorden, titels en citaten en een lijst van namen uit de Griekse en Romeinse oudheid. Ook zijn onder meer nationale internetdomeinnamen, de ISO-land- en sommige andere codes, de munteenheden en belangrijkste talen van de wereld en de onafhankelijke landen en hun afgeleiden te vinden.

## Taalvarianten

### België
Het woordenboek beschrijft ook woorden die niet in het gehele Nederlandstalige gebied (in dezelfde betekenis) gebruikt worden:  Bij woorden die alleen in Vlaanderen worden gebruikt vermeldt Van Dale '(Belg.Nl.)'. Vanaf de vijftiende editie worden ook uitsluitend Nederlands-Nederlandse woorden voorzien van een label.

### Zuid-Afrika
Tot 1961 stonden ook woorden die alleen in het Zuid-Afrikaans Nederlands gebruikt werden in de Van Dale. Hierbij stond dan de vermelding Zuid-Afrikaans.

## Edities
| Uit- gave | Jaar | Pagina's | Hoofdredacteur                                                                  | Bijzonderheden |
| --------- | ---- | -------- | ------------------------------------------------------------------------------- | --- |
| 001       | 1864 |          | I. M. Calisch en N. S. Calisch                                                  | Nieuw woordenboek der Nederlandsche taal. |
| 002       | 1872 | 1397     | J. H. van Dale                                                                  | Dit is de eerste echte Van Dale. In facsimile heruitgegeven in 1992. |
| 003       | 1884 | 1756     | J. Manhave                                                                      | |
| 004       | 1898 | 1970     | H. Kuiper jr., dr. A. Opprel en P. J. van Malssen jr.                           | Nieuwe titel: Van Dale's Groot woordenboek der Nederlandsche taal. |
| 005       | 1914 | 2061     | P. J. van Malssen jr.                                                           | |
| 006       | 1924 | 2155     | P. J. van Malssen jr.                                                           | |
| 007       | 1950 | 2368     | dr. C. Kruyskamp, dr. F. de Tollenaere                                          | Grondig herziene uitgave; eerste editie waarin het woordaccent is aangegeven. Met lijsten van namen uit de Griekse en Romeinse oudheid, gangbare termen en uitdrukkingen en Bijbelse namen. |
| 008       | 1961 | 2632     | dr. C. Kruyskamp                                                                | In 1970 aangevuld met een supplement. |
| 009       | 1970 | 2802     | dr. C. Kruyskamp                                                                | Voor het eerst in twee delen (A-N, O-Z). |
| 010       | 1976 | 3230     | dr. C. Kruyskamp                                                                | Het supplement is in het woordenboek geïntegreerd. |
| 011       | 1984 | 3730     | prof. dr. G. Geerts en dr. H. Heestermans, met medewerking van dr. C. Kruyskamp | Voor het eerst in drie delen (A-I, J-R, S-Z). |
| 012       | 1992 | 3897     | prof. dr. G. Geerts en dr. H. Heestermans                                       | Voor het eerst zijn voor- en achtervoegsels als afzonderlijke ingangen opgenomen. De informatie over etymologie is uitgebreid met de vorm en betekenis van een woord in de brontaal en de betekenisontwikkeling. Ook zijn vervoegde werkwoordsvormen van sterke en onregelmatige werkwoorden toegevoegd. Ongeveer 12.000 nieuwe woorden. In 1995 heruitgegeven in de nieuwe spelling.                                                     |
| 013       | 1999 | 4295     | prof. dr. G. Geerts, drs. C. A. den Boon                                        | Vanaf nu zijn afkortingen als trefwoord opgenomen in plaats van als lijst aan het begin van iedere letter. Bij de etymologie van veel woorden is nu een datering toegevoegd van de oudste vindplaats. De uitspraak van uitheemse woorden waarvan de schrijfwijze afwijkt van de Nederlandse uitspraakregels wordt voor het eerst weergegeven in fonetisch schrift. In 2000 voor het eerst op cd-rom verschenen, op basis van deze editie. |
| 014       | 2005 | 4464     | drs. C. A. den Boon, prof. dr. D. Geeraerts                                     | De spellingsherziening van 2005 werd doorgevoerd en deze editie kreeg hierdoor een keurmerk van de Taalunie, grondig herzien: 9.000 nieuwe woorden, honderden allusies en nieuwe betekenissen van bestaande woorden. Bijlage: cd-rom waarop de 14e druk en de oerversie uit 1864 staan. Nieuwe titel: Van Dale Groot woordenboek van de Nederlandse taal.                                                                                 |
| 015       | 2015 | 4775     | drs. C. A. den Boon, Ruud Hendrickx                                             | Vierkleurendruk met illustraties bij bepaalde moeilijk uit te leggen termen. De eerste editie met kaderteksten. Ongeveer 18.000 nieuwe trefwoorden. In de delen A-H, I-Q, R-Z. Verschenen op 6 oktober 2015. Bekroond met de Dutch Design Award 2016. |
| 016       | 2022 | 5256     | drs. C. A. den Boon, Ruud Hendrickx                                             | Eerste editie met een genderneutrale "x" voor sommige woorden die naar personen verwijzen. Jubileumeditie met 150 taalverhalen over 150 jaar taalgeschiedenis. |

## Scheidsrechtersrol

### Sport en spel
Bij het bordspel Scrabble fungeert de Van Dale in Nederland en Vlaanderen vaak als scheidsrechter. De officiële scrabblewoordenlijst van de Scrabblebond Nederland en het Nederlandstalig Scrabble-Verbond uit Vlaanderen is gebaseerd op het woordenboek.

### Televisiedictee
Bij het Groot Dictee der Nederlandse Taal, een televisieprogramma dat van 1990 tot 2016 jaarlijks op de Nederlandse en Vlaamse televisie werd uitgezonden, werd de spelling uit Van Dale als referentie gebruikt, wanneer het Groene Boekje geen uitsluitsel gaf.